# Imouzzer Kandar
Imouzzer Kandar (arabiska: إيموزار كندر) är en stad i Marocko. Den ligger i provinsen Sefrou och regionen Fès-Meknès, 170 km öster om huvudstaden Rabat. Antalet invånare var 19 125 vid folkräkningen 2014.